# Jarny
Jarny je francouzská obec v departementu Meurthe-et-Moselle v regionu Grand Est. V roce 2014 zde žilo 8 358 obyvatel. Je centrem kantonu Jarny.

## Poloha obce
Sousední obce jsou: Brainville, Bruville, Conflans-en-Jarnisy, Doncourt-lès-Conflans, Friauville, Giraumont, Labry a Ville-sur-Yron.

## Vývoj počtu obyvatel
Počet obyvatel